# Hiéroglyphe égyptien B2
Le hiéroglyphe égyptien B2 (femme enceinte) est classifiée dans la section B « La Femme et ses occupations » de la liste de Gardiner ; cet hiéroglyphe y est noté B2.

## Représentation
Il représente une femme enceinte, à genou, écartant le bras droit et bras gauche pendant.

## Utilisation
| E9 · r | B2 |

| E9 · r | B2 |

| b | kA | B2 |

| b | kA | B2 |